# Karl-Albert Eckmayr
Karl-Albert Eckmayr (* 29. Dezember 1934 in Linz) ist ein ehemaliger österreichischer Politiker (ÖVP). Er war Abgeordneter zum Oberösterreichischen Landtag und ÖVP-Klubobmann, Landeshauptmannstellvertreter und Mitglied des Bundesrates.

## Ausbildung und Beruf
Eckmayr wuchs in Fürling bei Gutau auf, wo er Volks- und Hauptschule absolvierte. Anschließend besuchte er die Bundeslehrerbildungsanstalt in Linz, die er mit der Matura abschloss. Ab 1956 arbeitete er als Volksschullehrer in Gallneukirchen und Linz, später auch als Lehrer an Hauptschulen und Sonderschulen und schließlich als Professor an der Bundeslehrerbildungsanstalt und am Linzer Musischpädagogischen Realgymnasium, war Professor für Erziehungs- und Unterrichtswissenschaft an der Pädagogischen Akademie des Bundes sowie von 1973 bis 1989 Landesschulratspräsident. Während dieser Zeit war er auch Mitglied des Linzer Gemeinderates. Neben seinem Beruf studierte er von 1960 bis 1965 in Wien: Philosophie, Pädagogik, Psychologie und Anthropologie. Sein Studienkollege war sein Freund aus Jugendtagen, der Sozialdemokrat Karl Grünner.

## Politische Karriere
Nachdem er schon vorher Gemeinderat in Linz gewesen war, kam er 1979 in den Landtag, war auch von 1985 bis 1989 Klubobmann des ÖVP-Landtagsklubs und von 1986 bis 1995 Landesparteiobmann-Stellvertreter.
Von 1989 bis 1995 war er Landeshauptmannstellvertreter, zur selben Zeit wie sein Freund Grünner, der zu der Zeit ebenfalls als Landeshauptmann-Stellvertreter in der oberösterreichischen Landesregierung tätig war. Im Jahr 1995 ging er gleichzeitig mit Landeshauptmann Josef Ratzenböck in Pension.

## Privates
Der kulturinteressierte Eckmayr ist begeisterter Gärtner und leidenschaftlicher Koch, genießt im Ruhestand gemeinsam mit seiner zweiten Frau das Reisen, in der ÖVP ist er nach wie vor Mitglied der Landesparteikonferenz.
Eckmayr ist in zweiter Ehe verheiratet, er hat aus erster Ehe zwei Söhne und zwei Enkel.